# Веселаго, Феодосий Фёдорович
Феодо́сий Фёдорович Весела́го (27 марта (8 апреля) 1817, Роченсальм, Выборгская губерния, Великое княжество Финляндское, Российская империя — 17 (29) октября 1895, Санкт-Петербург, Российская империя) — русский историк военно-морского флота, генерал флота, тайный советник.

## Биография
Феодосий Фёдорович Веселаго родился 27 марта (8 апреля) 1817 года в Роченсальме, в семье морского офицера, командира Ревельского порта Фёдора Власьевича Веселаго.
В 1827 году, в возрасте десяти лет был принят в Морской кадетский корпус, который окончил 10 (22) января 1834 года четвёртым в выпуске с производством из унтер-офицеров в мичманы. В 1837 году был прикомандирован к Морскому корпусу, произведён в лейтенанты, в том же году начал преподавать астрономию и навигацию в гардемаринских классах и назначен исправляющим должность помощника инспектора классов. С 1838 года начал читать в офицерских классах аналитическую геометрию, а в 1846 году назначен заведующим этими классами. Ходил в плавания с гардемаринами по Финскому заливу и Балтийскому морю.
В 1852 году труд историографа «Очерк истории Морского кадетского корпуса с приложением списка воспитанников за 100 лет» был удостоен Демидовской премии.
В 1853 году был произведён в майоры с зачислением по армии и назначен инспектором студентов Московского университета. С 1857 по 1860 год в звании полковника назначен на должность помощника попечителя Казанского учебного округа. В 1860 году, с чином коллежского советника, поступил в Петербургский цензурный комитет.
С 1860 года под его руководством велись работы по составлению истории русского флота. С 1873 года он был назначен главой комиссии по разбору, описанию и изданию дел архива Морского министерства до 1805 года.
С 1862 года — действительный статский советник; с 28 октября 1866 по 22 июня 1881 года — член Совета Главного управления по делам печати, с 14 декабря 1869 года — член Комитета морских учебных заведений. С 1872 года — тайный советник.
С 22 июня 1881 года стал директором гидрографического департамента Морского министерства и председателем учёного отделения Морского технического комитета и Комитета морских учебных заведений, а в 1892 году — генералом Корпуса флотских штурманов.
Был членом правления Императорского российского общества спасания на водах. Действительный член Русского географического общества с 19 сентября (1 октября) 1845 года.
Похоронен в Санкт-Петербурге на Новодевичьем кладбище.

## Память
В честь Ф. Ф. Веселаго названы:
- остров Веселаго (Баренцево море, Новая Земля, остров обследован в 1889 году экипажем шхуны «Бакан», им же присвоено название)[10];
- пролив Веселаго (Баренцево море, Новая Земля, пролив обследован в 1913 г. экспедицией Г. Я. Седова, тогда же присвоено название)[10].

## Награды
- Орден Святого Станислава 3-й степени (1843).
- Орден Святой Анны 2-й степени (1852).
- Орден Святого Владимира 3-й степени (1865).
- Орден Святого Станислава 1-й степени (1868).
- Орден Святой Анны 1-й степени (1870).
- Орден Святого Владимира 2-й степени (1876).
- Орден Белого орла (1880).
- Орден Святого Александра Невского.
- Медаль «В память войны 1853—1856».

Иностранные
- Португальский орден Непорочного Зачатия, командорский крест (1866).
- Греческий орден Спасителя, большой офицерский крест (1868).
- Турецкий орден Меджидие 2-й степени.

## Почётные звания
- Почётный член Морской академии (1877)
- Член-корреспондент Императорской Санкт-Петербургской Академии Наук (1879)
- Почётный член Императорской Санкт-Петербургской Академии Наук (1884)
- Член Адмиралтейств-совета (1885)
- Почётный член Морского технического комитета (1892)

## Семья
Жена — Александра Ивановна Левицкая (1826 — 18.10.1889), дочь надворного советника Ивана Михайловича Левицкого
Дочь — Ольга Феодосьевна Розен, супруга барона Виктора Романовича Розена (1849—1908), учёного-арабиста.
Сын — Александр Феодосьевич Веселаго (22.06.1845 — 23.03.1885) — подполковник Русской императорской армии.
Внук — Феодосий Александрович Веселаго (1877—1915) — капитан Русской императорской армии.
Родной дядя — Егор Власьевич Веселаго (1770—1823), капитан-командор Каспийской флотилии, участник штурма Ленкорани.

## Документальные фильмы
«Наука о приключениях и подвиге». Феодосий Веселаго, Из цикла «Настоящее — прошедшее. Поиски и находки» (Россия, 2019)

### Список произведений
Руководства для морского кадетского корпуса
- Начальные основания динамики и гидростатики — СПб., 1842.
- Начальная геометрия — СПб., 1853.

История военно-морского флота:
- Очерк истории морского кадетского корпуса с приложением списка воспитанников за 100 лет. — 1-е изд. — СПб., 1852. — 366 с.
- Адмирал Иван Федорович Крузенштерн. — СПб., 1869.
- Краткие сведения о русских морских сражениях за два столетия с 1656 по 1856 год. — 1-е изд. — СПб.: Тип. Имп. АН, 1871. — 64 с.
- Список русских военных судов с 1668 по 1869 год. — 1-е изд. — СПб.: Тип. Морского Министерства, 1872. — 754 с.
- Материалы для истории русского флота: В XVII частях. — 1-е изд. — СПб.: Тип. Морского Министерства, 1865—1904. (начиная с части V; первые 4 части опубликованы С. И. Елагиным)
- Очерк русской морской истории. — 1-е изд. — СПб.: Тип. В. Демакова, 1875. — Т. I. — 701 с.
- Краткая история русского флота. — 2-е изд. — М.-Л.: Военно-морское изд-во НКВМФ СССР, 1939. — 304 с.
- Общий морской список: В XIII частях. — 1-е изд. — СПб., 1885—1907.
  - Часть I. От основания флота до кончины Петра Великого. — Тип. В. Демакова, 1885. — XXXVIII, 455 с.
  - Часть II. От кончины Петра Великого до вступления на престол Екатерины II. — Тип. В. Демакова, 1885. — 529 с.
  - Часть III. Царствование Екатерины II. А—К. — Тип. В. Демакова, 1890. — 608 с.
  - Часть IV. Царствование Екатерины II. К—С. — Тип. В. Демакова, 1890. — 712 с.
  - Часть V. Царствование Екатерины II. С—Ф. — Тип. В. Демакова, 1890. — 484 с.
  - Часть VI. Царствование Павла I и царствование Александра I. А—Г. — Тип. В. Демакова, 1892. — 642 с.
  - Часть VII. Царствование Александра I. Д—О. — Тип. Морского Министерства, 1893. — 672 с.
  - Часть VIII. Царствование Александра I. П—Ф. — Тип. Морского Министерства, 1894. — 642 с.
  - Часть IX. Царствование Николая I. А—Г. — Тип. Морского Министерства, 1897. — 686 с.
  - Часть X. Царствование Николая I. Д—М. — Тип. Морского Министерства, 1898. — 772 с.
  - Часть XI. Царствование Николая I. Н—С. — Тип. Морского Министерства, 1900. — 678 с.
  - Часть XII. Царствование Николая I. Т—Ю. — Тип. Морского Министерства, 1900. — 528 с.
  - Алфавитный указатель 12-ти частей Общего морского списка. — Тип. Морского Министерства, 1900. — 148 с.
  - Часть XIII. Царствование Александра II. А—Г. — Тип. Морского Министерства, 1907. — 696 с.